# Réjaumont (Altos Pirenéus)
Réjaumont é uma comuna francesa na região administrativa de Occitânia, no departamento dos Altos Pirenéus. Estende-se por uma área de 6,7 km². Em 2010 a comuna tinha 169 habitantes (densidade: 25,2 hab./km²).